# Justus Scharowsky
Justus Scharowsky (* 13. August 1980 in Starnberg) ist ein deutscher Hockeyspieler und aktuelles Mitglied im deutschen A-Kader.
Scharowsky bestritt schon als Jugendlicher insgesamt 77 Länderspiele für den Deutschen Hockey-Bund mit seinem größten Erfolg 1998 als Junioren-Europameister in Posen.
1999 absolvierte er sein erstes Spiel in der Nationalmannschaft der Herren.
Bei den Olympischen Sommerspielen 2004 in Athen feierte er international mit dem deutschen Team beim Gewinn der Bronzemedaille seinen größten Triumph. Bis heute bestritt Scharowsky 136 Länderspiele für Deutschland (Stand 2008). Im Jahr 2006 wurde er beim Turnier im eigenen Land Weltmeister mit der deutschen Nationalmannschaft. Für seine sportlichen Erfolge erhielt er das Silberne Lorbeerblatt.
Das Hockeyspielen begann Scharowsky beim TV 1848 Schwabach. Sein Weg führte anschließend über die HG Nürnberg und dem Club an der Alster in Hamburg, mit dem er zweimal Deutscher Feldmeister und Europapokalsieger der Landesmeister wurde, zum Münchner SC, mit dem er einen weiteren Deutschen Hallenmeistertitel (2003) errang.
Studienbedingt setzte er seine vereinssportliche Laufbahn im Ausland fort und spielte danach zunächst beim englischen Erstligisten Reading HC, anschließend bei Club de Campo in Madrid und bei Racing Club de France in Paris. Im November 2006 wechselte er zum Club an der Alster nach Hamburg.